# العلاقات القبرصية النيجيرية
العلاقات القبرصية النيجيرية هي العلاقات الثنائية التي تجمع بين قبرص ونيجيريا.

## مقارنة بين البلدين
هذه مقارنة عامة ومرجعية للدولتين:
| وجه المقارنة                                              | قبرص                                                                 | نيجيريا                     |
| --------------------------------------------------------- | -------------------------------------------------------------------- | --------------------------- |
| المساحة (كم2)                                             | 9.24 ألف                                                             | 923.77 ألف                  |
| عدد السكان (نسمة)                                         | 1.14 مليون                                                           | 190.89 مليون                |
| الكثافة السكانية (ن./كم²)                                 | 123.38                                                               | 206.64                      |
| العاصمة                                                   | نيقوسيا                                                              | أبوجا، لاغوس                |
| اللغة الرسمية                                             | اليونانية الحديثة، اللغة التركية، لغة يونانية                        | لغة إنجليزية، اللغة اليوربا |
| العملة                                                    | يورو، جنيه قبرصي                                                     | نيرة نيجيرية                |
| الناتج المحلي الإجمالي (بليون دولار)                      | 21.65 مليار                                                          | 375.77 مليار                |
| الناتج المحلي الإجمالي (تعادل القوة الشرائية) بليون دولار | 26.73 مليار                                                          | 1.09 تريليون                |
| الناتج المحلي الإجمالي الاسمي للفرد دولار أمريكي          | 23.24 ألف                                                            | 2.64 ألف                    |
| الناتج المحلي الإجمالي للفرد دولار أمريكي                 | 30.24 ألف                                                            | 5.91 ألف                    |
| مؤشر التنمية البشرية                                      | 0.850                                                                | 0.514                       |
| رمز المكالمات الدولي                                      | +357                                                                 | +234                        |
| رمز الإنترنت                                              | .cy                                                                  | .ng                         |
| المنطقة الزمنية                                           | ت ع م+02:00، ت ع م+03:00، توقيت شرق أوروبا، توقيت شرق أوروبا الصيفي ‏ | ت ع م+01:00                 |

## منظمات دولية مشتركة
يشترك البلدان في عضوية مجموعة من المنظمات الدولية، منها:
| علم المنظمة | اسم المنظمة                               | تاريخ انضمام قبرص | تاريخ انضمام نيجيريا |
| ----------- | ----------------------------------------- | ----------------- | -------------------- |
|             | مؤسسة التنمية الدولية                     | 2 مارس 1962       | 14 نوفمبر 1961       |
|             | المنظمة الهيدروغرافية الدولية             | ?                 | ?                    |
|             | يونسكو                                    | 6 فبراير 1961     | 14 نوفمبر 1960       |
|             | مؤسسة التمويل الدولية                     | 2 مارس 1962       | 30 مارس 1961         |
|             | منظمة حظر الأسلحة الكيميائية              | ?                 | ?                    |
|             | الأمم المتحدة                             | 20 سبتمبر 1960    | 7 أكتوبر 1960        |
|             | الاتحاد الدولي للاتصالات                  | 24 أبريل 1961     | 11 أبريل 1961        |
|             | منظمة الشرطة الجنائية الدولية             | ?                 | ?                    |
|             | البنك الدولي للإنشاء والتعمير             | 21 ديسمبر 1961    | 30 مارس 1961         |
|             | الاتحاد البريدي العالمي                   | ?                 | ?                    |
|             | المركز الدولي لتسوية المنازعات الاستشارية | 25 ديسمبر 1966    | 14 أكتوبر 1966       |
|             | وكالة ضمان الاستثمار متعدد الأطراف        | 12 أبريل 1988     | 12 أبريل 1988        |
|             | منظمة التجارة العالمية                    | ?                 | ?                    |
|             | الفريق المعني برصد الأرض                  | ?                 | ?                    |
|             | دول الكومنولث                             | ?                 | ?                    |

## وصلات خارجية
- موقع وزارة الخارجية القبرصية
- موقع وزارة الخارجية النيجيرية